# 세키네 다카히로
세키네 다카히로(일본어: 関根 貴大, 1995년 4월 19일 ~ )는 일본의 축구 선수로, 포지션은 미드필더다. 2023년 현재 일본 J1리그의 우라와 레드 다이아몬즈 소속이다.

## 구단 경력
그는 2013년 J1리그의 우라와 레즈에 입단했다. 2016년에 J리그컵 우승을 차지했다. 2017년까지 110경기에 출전하여, 13득점을 넣었다. 2017년 FC 잉골슈타트 04로 이적했다. 2018년부터 2019년까지 신트트라위던 VV에서 뛰었다. 2019년 우라와 레즈로 복귀했다.

## 통계
2017년 9월 30일 기준
| 클럽       | 시즌       | 디비전     | 리그 | 리그 | 리그컵 | 리그컵 | FA컵 | FA컵 | 대륙 | 대륙 | 총합 | 총합 |
| 클럽       | 시즌       | 디비전     | 출장 | 득점 | 출장   | 득점   | 출장 | 득점 | 출장 | 득점 | 출장 | 득점 |
| 일본       | 일본       | 일본       | 일본 | 일본 | 일본   | 일본   | 일본 | 일본 | 일본 | 일본 | 일본 | 일본 |
| ---------- | ---------- | ---------- | ---- | ---- | ------ | ------ | ---- | ---- | ---- | ---- | ---- | ---- |
| 우라와     | 2013       | J1         | 0    | 0    | 1      | 0      | 0    | 0    | 0    | 0    | 1    | 0    |
| 우라와     | 2014       | J1         | 21   | 2    | 6      | 0      | 2    | 1    | 0    | 0    | 29   | 3    |
| 우라와     | 2015       | J1         | 32   | 6    | 2      | 0      | 4    | 2    | 0    | 0    | 38   | 8    |
| 우라와     | 2016       | J1         | 32   | 2    | 5      | 0      | 1    | 0    | 0    | 0    | 38   | 2    |
| 우라와     | 2017       | J1         | 22   | 3    | 0      | 0      | 0    | 0    | 0    | 0    | 22   | 3    |
| 커리어통산 | 커리어통산 | 커리어통산 | 107  | 13   | 13     | 0      | 8    | 3    | 0    | 0    | 128  | 16   |